# Imnitz
Imnitz ist ein Ortsteil von Zwenkau und wurde 1929 eingemeindet. In Imnitz gab es erst ein Rittergut, ab 1568 waren es zwei.

## Lage

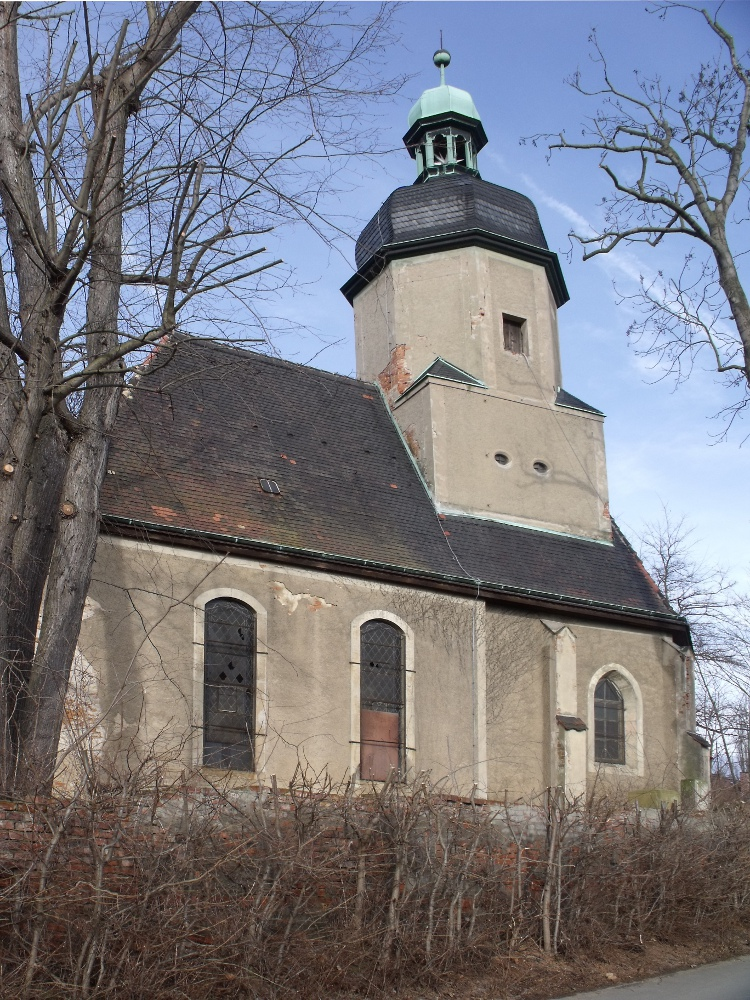
Imnitzer Kirche

Imnitz schließt unmittelbar an Kotzschbar an.

## Geschichte
Im Jahr 1182 finden wir den ersten Hinweis auf Imnitz. Es wird zunächst ein Herrensitz erwähnt. Seit 1469 wurde er als Rittergut bezeichnet. 1186 lebte auf ihm ein Swidegarde von Imnitz. 1431 werden Otto, Nickel und Hans von Zehmen mit Imnitz belehnt. Das Rittergut erbte 1631 Tobias v.Z. und verkaufte es vor 1650. Während des Dreißigjährigen Krieges, 1637, musste Imnitz Kriegskontributionen an General Johan Banér zahlen. 1700 brannte das Herrenhaus des unteren Gutes ab. Bis 1815 gehörte Imnitz zum Amt Pegau. Pegau übte auch die obere Gerichtsbarkeit für den ganzen Ort aus. Nur für einen kleineren Teil des Ortes übte es auch die untere Gerichtsbarkeit aus. Für den Rest waren die Rittergüter zuständig.
In Imnitz lebten 1840 etwa 300 Einwohner. Das erste Schulgebäude wurde 1862 gebaut, 1889 folgte das Zweite. 1890 wurde das Herrenhaus umgebaut.

## Gebäude

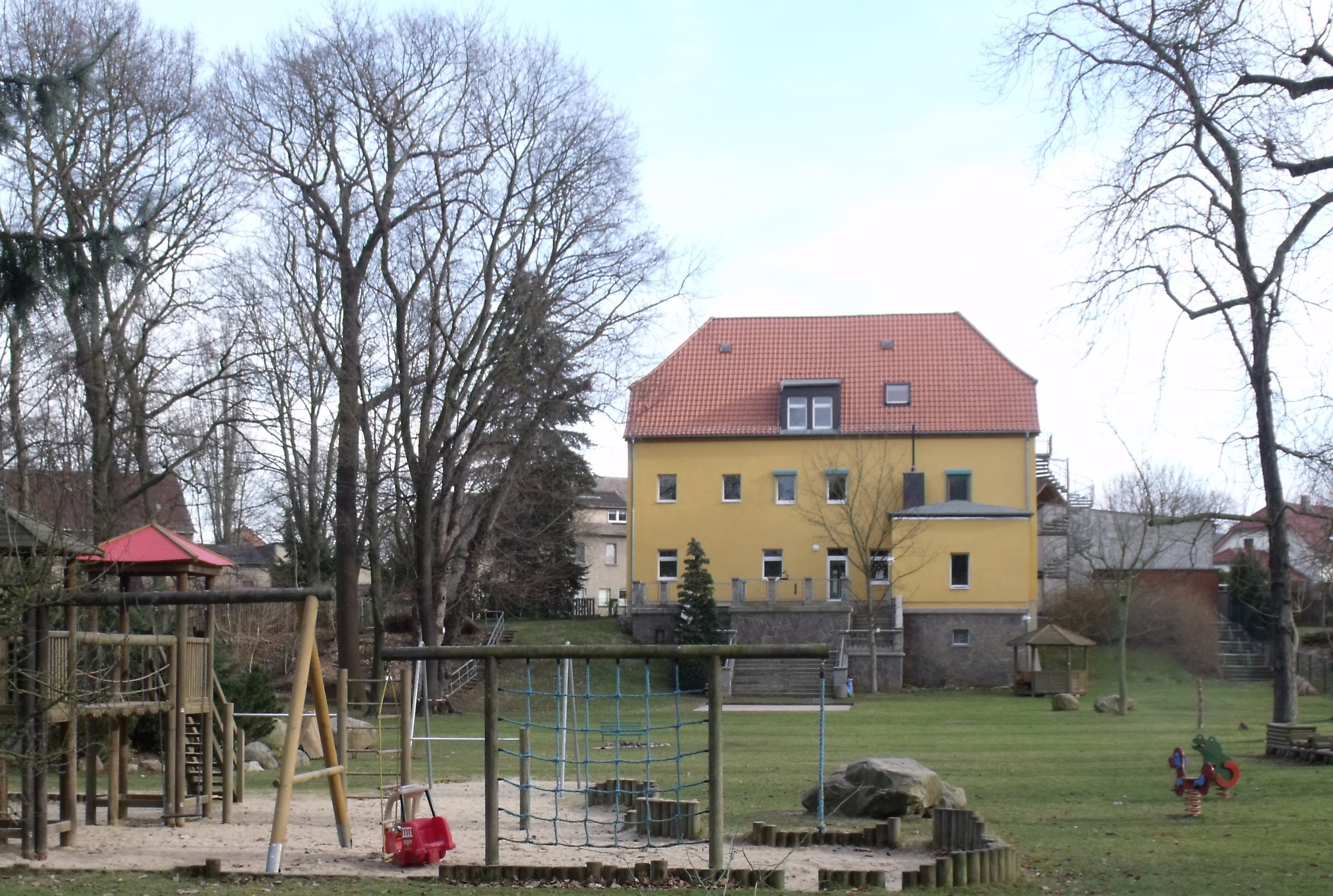
Kindergarten „Maria Franz“

Obwohl Imnitz zur Kirchgemeinde Zwenkau zählt, hat es eine eigene Kirche. Sie ist gotischen Stils. Die Glocke erhielt sie um 1500. Aus der Zeit um 1515 stammt der Altartisch und die Umrahmung der Altartafel. Die Kanzel wurde in der ersten Hälfte des 16. Jahrhunderts errichtet. Auf dem zugehörigen Friedhof beerdigte man bis ins 19. Jahrhundert nur die Rittergutsbesitzer.
Das Kees’sche Herrenhaus dient seit 1950 als Kindergarten „Maria Franz“. 2009/10 wurde es für 161000 Euro renoviert. Das andere Herrenhaus diente nach dem Krieg als Schule und heute als DRK-Heim.
Wichtigste Gaststätte in Imnitz ist das „Bergschlösschen“.
Bis in die späten 60er Jahre gab es auf dem heutigen Gelände des Fliesen-Zentrums und des Netto-Marktes eine Ziegelei in Imnitz. Sie bezog ihren Lehm aus den Imnitzer Lachen, einem Gebiet, das seit 1980 teilweise als Flächennaturdenkmal unter Naturschutz steht.

## Persönlichkeiten
- Johann Otto Heinrich von Schlegel (* 1724 in Imnitz), Kreishauptmann und Rittergutsbesitzer
- Christian Erdmann von Dieskau († 1738 in Imnitz), sachsen-merseburgischer Kammerrat, Amtshauptmann und Rittergutsbesitzer